# Grabkapelle Kesselstadt

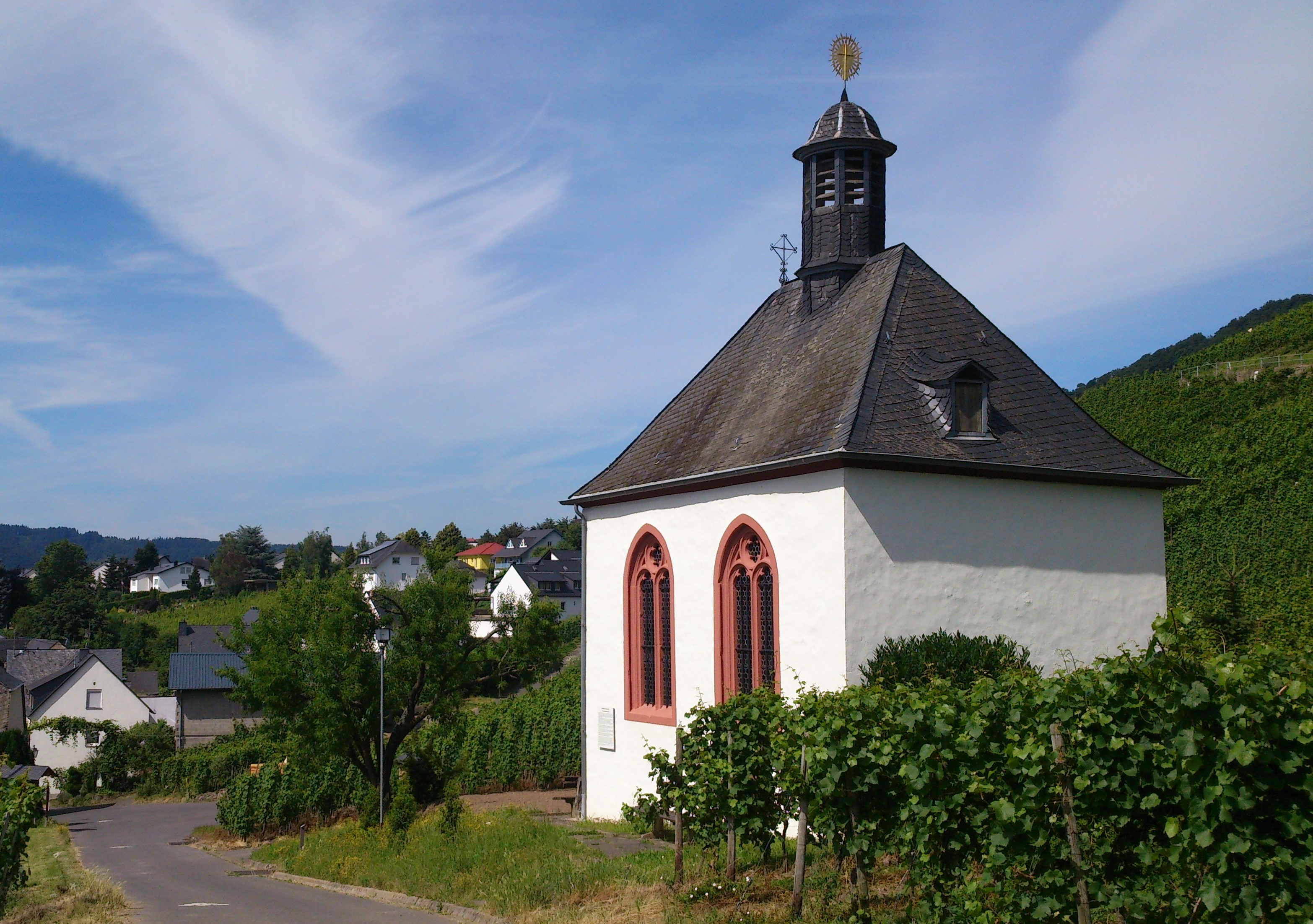
Grabkapelle Kesselstatt

Die ehemalige Grabkapelle Kesselstatt ist ein denkmalgeschütztes Gebäude in der Ehrenmalstraße in Kröv.
Das Gebäude wurde 1662 über einem rechteckigen Grundriss errichtet. Die schlichte Kapelle ist hellverputzt und hat ein schiefergedecktes Walmdach. Das Renaissanceportal aus rötlichem Stein mit einem gesprengten Giebel präsentiert im Giebelfeld das Wappen der Familie. Über dem Portal öffnet sich ein rundes Dreipassfenster. Die seitlichen Rundbogenfenster sind ebenfalls mit rötlichem Stein abgesetzt.
Die Kapelle diente der Familie Grafen von Kesselstadt als Gruft und Grabstätte.